# Białouch
Białouch (Hyomys) – rodzaj ssaków z podrodziny myszy (Murinae) w obrębie rodziny myszowatych (Muridae).

## Rozmieszczenie geograficzne
Rodzaj obejmuje gatunki występujące endemicznie na Nowej Gwinei.

## Morfologia
Długość ciała (bez ogona) 295–390 mm, długość ogona 245–381 mm, długość ucha 18–28 mm, długość tylnej stopy 53–64 mm; masa ciała 750–985 g.

## Systematyka
Rodzaj zdefiniował w 1904 roku angielski zoolog Oldfield Thomas w artykule zatytułowanym Wystawa okazów i opisy nowych gatunków ssaków z Nowej Gwinei, opublikowanym w czasopiśmie „Proceedings of the Zoological Society of London”. Gatunkiem typowym jest (oryginalne oznaczenie) białouch wschodni (H. goliath). 

### Etymologia
Hyomys: gr. ὑς hus, ὑος huos ‘świnia, wieprz’; μυς mus, μυος muos ‘mysz’.

### Podział systematyczny
Do rodzaju należą następujące gatunki:
| Grafika | Gatunek           | Autor i rok opisu     | Nazwa zwyczajowa  | Podgatunki         | Rozmieszczenie geograficzne | Podstawowe wymiary                      | Status IUCN |
| ------- | ----------------- | --------------------- | ----------------- | ------------------ | --- | --------------------------------------- | ----------- |
|         | Hyomys dammermani | Stein, 1933           | białouch zachodni | gatunek monotypowy | Indonezja i Papua-Nowa Gwinea (Nowa Gwinea (góry Arfak, Góry Centralne od pasma górskiego Weyland na wschód do góry Hagen)); zakres wysokości: 1400–2800 m n.p.m.       | DC: 29–32 cm DO: 24–32 cm MC: 800–985 g | DD          |
|         | Hyomys goliath    | (Milne-Edwards, 1900) | białouch wschodni | 2 podgatunki       | endemit Papui-Nowej Gwinei (wyżynna wschodnia Nowa Gwinea od obszaru Hagen do skrajnie wschodniego półwyspu Papuan, półwysep Huon; zakres wysokości: 1400–2800 m n.p.m. | DC: 36–39 cm DO: 30–38 cm MC: 750–945 g | LC          |

Kategorie IUCN:  LC  – gatunek najmniejszej troski,  NT  – gatunek bliski zagrożenia,  DD  – gatunki o nieokreślonym stopniu zagrożenia.